# Adolph Tidemand
Adolph Tidemand (født 14. august 1814 i Mandal, død 25. august 1876 i Düsseldorf) var en norsk kunstmaler. Flere af hans værker regnes for at være blandt de mest betydningsfulde fra 1840'ernes og 1850'ernes norske nationalromantik. Særligt kendt er han for Brudeferden i Hardanger (1848), som han lavede sammen med Hans Fredrik Gude. 
Tidemand var 1832-1837 elev af J.L. Lund og C.W. Eckersberg på Det Kongelige Danske Kunstakademi og læste derefter ved Kunstakademie Düsseldorf 1837-1841. Han bosatte sig i Düsseldorf fra 1845 og blev påvirket af det tyske romantiske historiemaleri. Han portrætterede såvel norsk landbrugskultur som hverdagslivet på landet.
Nasjonalgalleriet i Oslo rummer over 100 af hans værker. Udover Brudeferden i Hardanger anses Haugianere (1848) også for at være et af hans hovedværker.
- Brudeferden i Hardanger
- Haugianere